# Manchester City FC (femení)
El Manchester City WFC és la secció femenina del Manchester City FC, un club anglés de futbol. Va ser fundada al 1988, i en 2012 es va convertir en una secció oficial del club.
En 2014 va debutar a la WSL, i aquell mateix any va guanyar el seu primer títol, una Copa de la Lliga. Al any següent va ser subcampió de la WSL, classificant-se per la Lliga de Campions.

## Palmarès
- 1 Copa de la Lliga d'Anglaterra
  - 2014

| 16/17 |  | Pendent |

- ¹ Fase de grups. Equip classificat pillor possicionat en cas d'eliminació o equip eliminat millor possicionat en cas de classificació.